# Máy đo lượng mưa

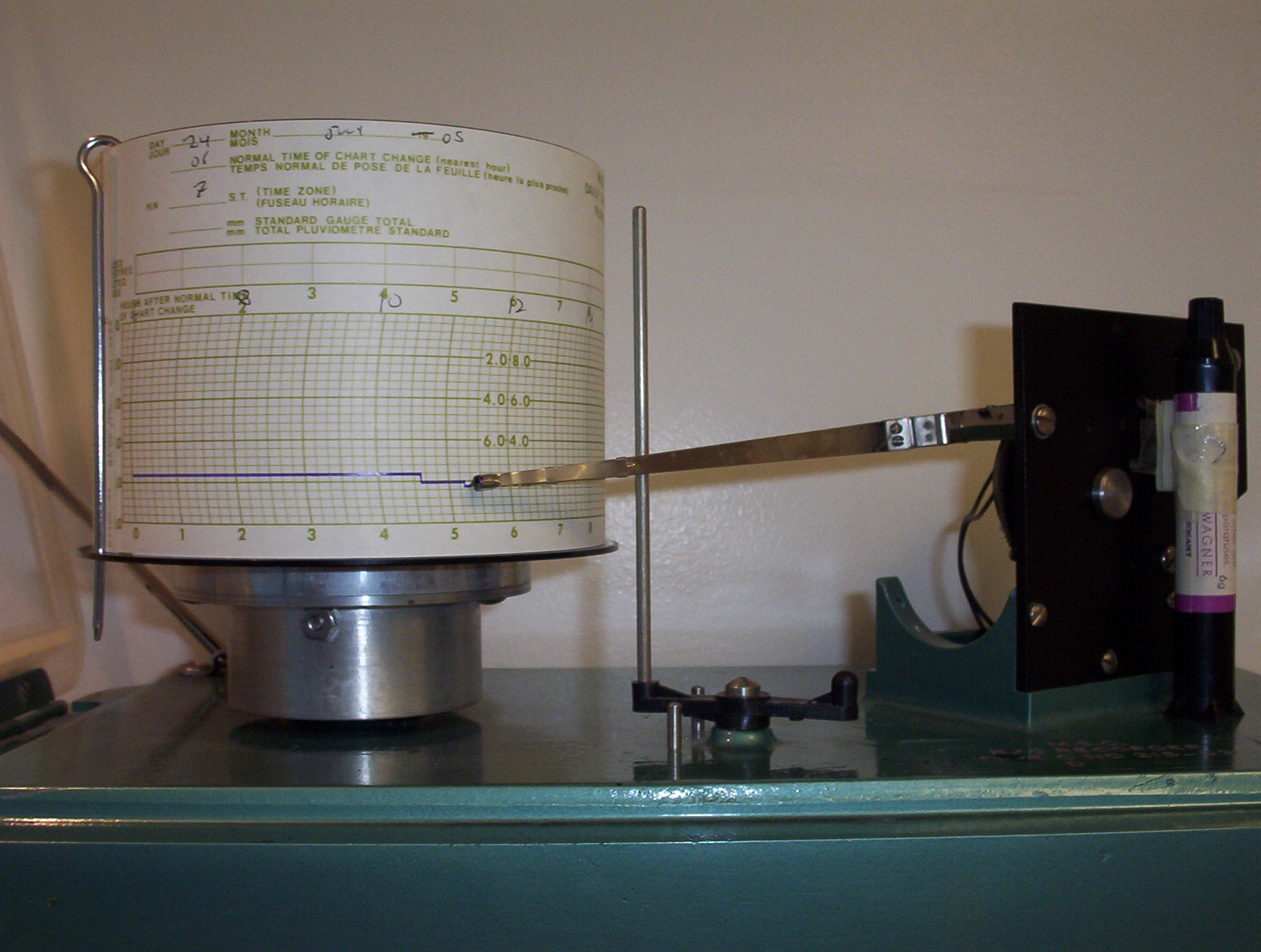
Máy ghi của máy đo mưa nhỏ giọt

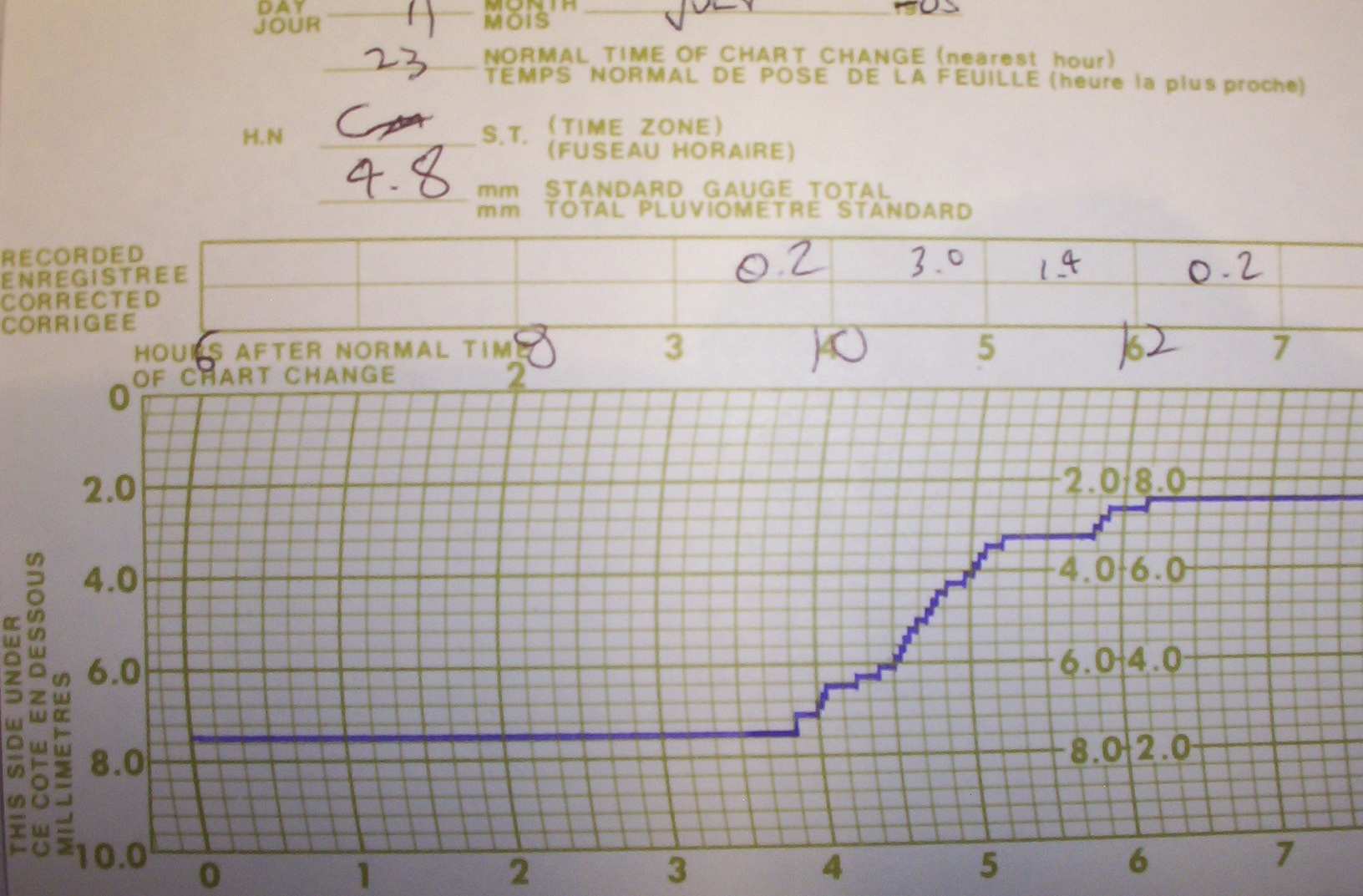
Biểu đồ đo mưa của máy đo mưa nhỏ giọt

Máy đo mưa hay còn gọi là vũ lượng kế hoặc vũ kế là một dụng cụ được dùng bởi các nhà khí tượng học và thủy văn học để đo lượng mưa trong một khoảng thời gian.
Hầu hết các máy đo mưa được đo bằng đơn vị milimét. Lượng mưa đôi khi được báo cáo bằng centimét hay inch.
Các loại máy đo gồm các loại có một ống chia độ, máy đo khối lượng, máy đo nhỏ giọt và một ống gom được gắn vào. Mỗi loại có những ưu điểm và khuyết điểm riêng trong việc nhận thông tin về mưa.
Các máy đo mưa cũng có những giới hạn của nó. Thí dụ trong trường hợp bão nhiệt đới, thì việc đo mưa hầu như không thể thực hiện hoặc cho kết quả không chính xác (giả sử rằng thiết bị không bị ảnh hưởng do bão) do gió quá mạnh. Mặt khác, máy đo mưa chỉ cho kết quả trong một khu vực nhỏ.
Một trở ngại nữa là khi thời tiết lạnh, nhiệt độ giảm xuống dưới 0 °C. Khi đó, nước hoặc tuyết sẽ bị đóng băng và không thể chảy vào phễu thu.
Máy đo mưa có thể được đọc một cách thủ công hoặc tự động bằng trạm quan trắc tự động. Tần suất đọc thông tin phụ thuộc vào yêu cầu của cơ quan khí tượng.
Máy đo mưa, cũng như các dụng cụ thời tiết khác phải được đặt xa các công trình để đảm bảo độ chính xác.

## Máy đo mưa tiêu chuẩn

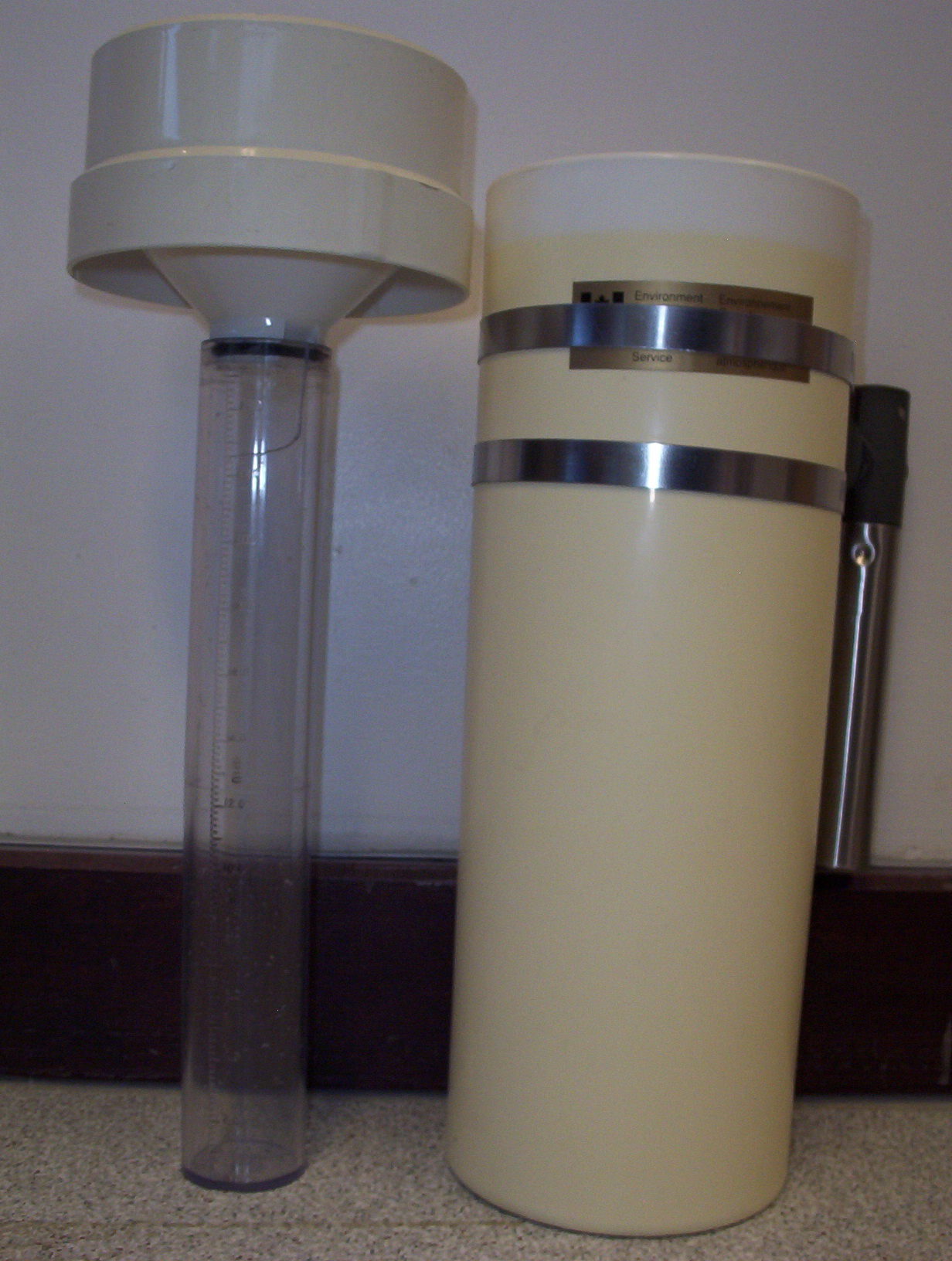
Dụng cụ đo mưa tiêu chuẩn

Máy đo mưa tiêu chuẩn gồm có một phễu gắn vào ống chia độ, được đựng trong một thùng chứa. Hầu hết ống chia được chia theo milimét. Trong hình trên, ống chia được đánh dấu đến 25 mm, mỗi đường gạch ngang cách nhau 0,2 mm.

## Máy đo mưa theo khối lượng
Một loại máy đo mưa theo khối lượng gồm có một vật chứa nằm ở một đầu bút ghi. Đầu ghi sẽ ghi thông tin lên một cuộn giấy. Máy không có khuyết điểm về đo thiếu so với máy đo mưa nhỏ giọt, nhưng giá của nó mắc hơn.

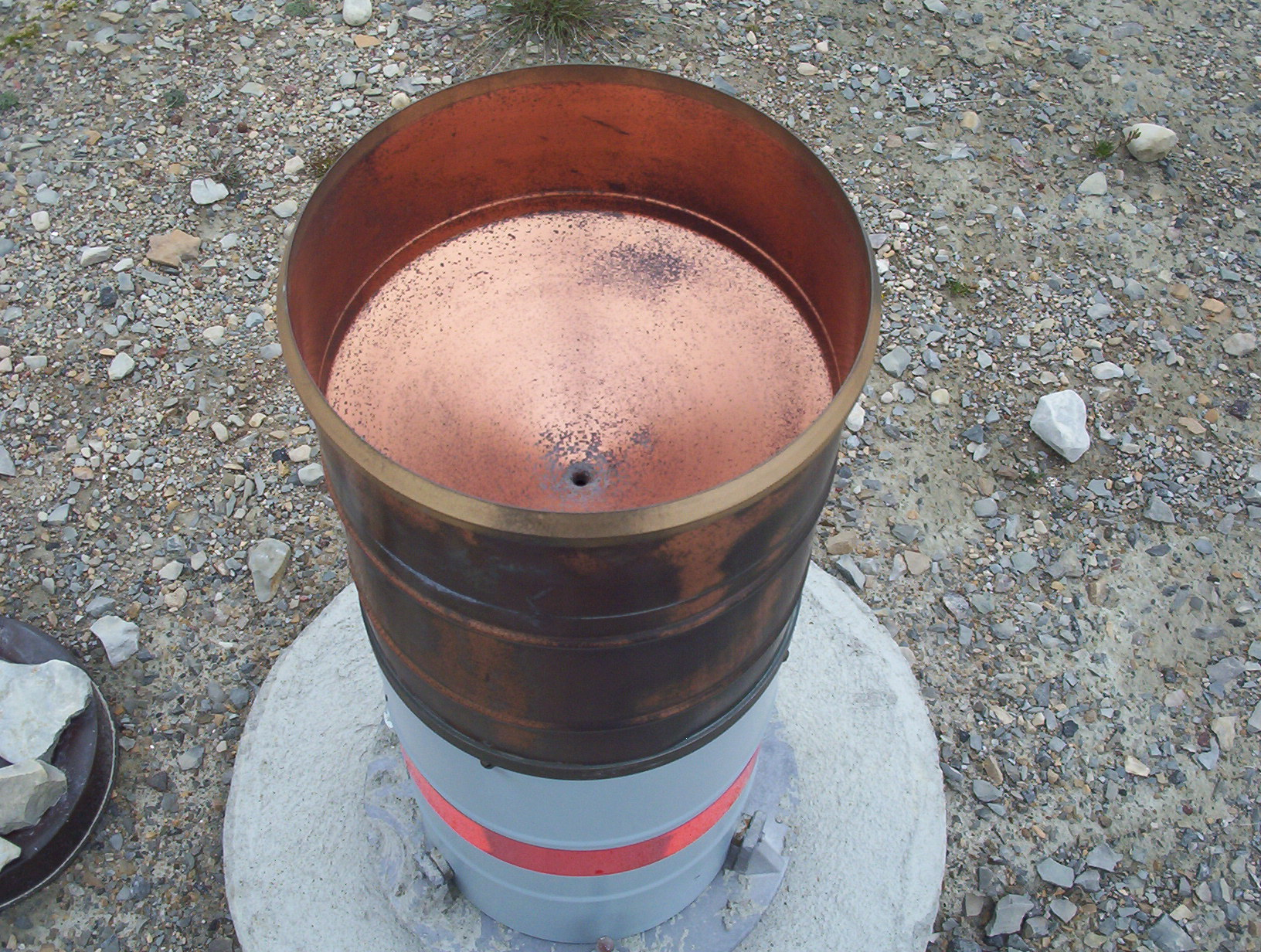
Bên ngoài của máy đo mưa nhỏ giọt

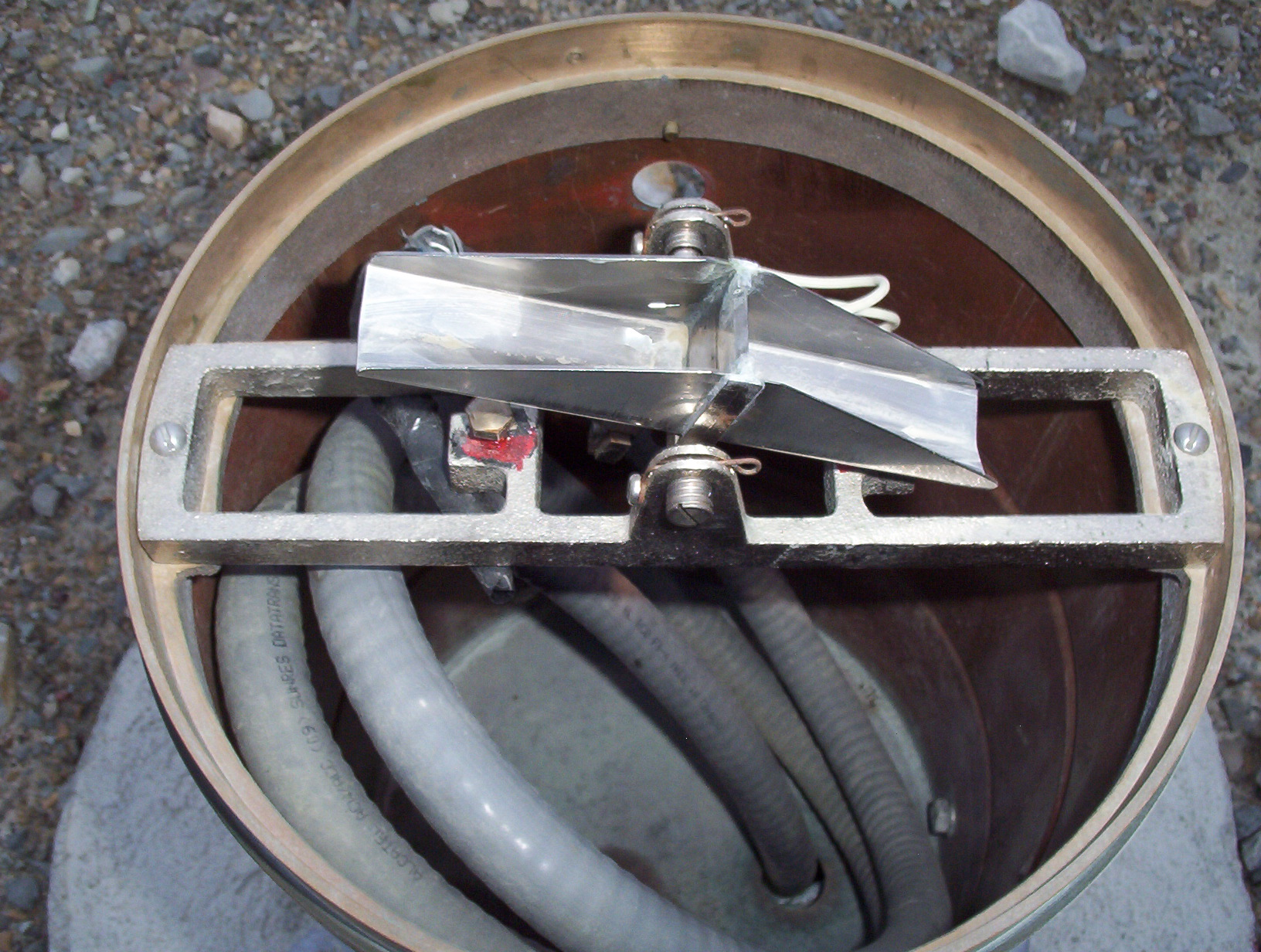
Bên trong của máy đo mưa nhỏ giọt

## Máy đo mưa nhỏ giọt
Máy đo mưa nhỏ giọt sẽ tăng bút ghi lên mỗi khi lượng mưa tăng 0,2 mm. Thông tin được ghi mỗi 10 phút một lần.
Máy đo mưa nhỏ giọt không chính xác như máy đo tiêu chuẩn vì mưa có thể dừng trước khi bút ghi tăng lên. Do đó, khi cơn mưa sau đến thì chỉ cần vài giọt mưa, bút ghi có thể sẽ nhảy lên mức mới, cho kết quả không chính xác.

## Máy đo lượng mưa hiện đại hiện nay
Máy đo lượng mưa hiện đại nhất hiện nay có thể đo được lượng mưa rất nhỏ và lượng mưa rất lớn, chúng có thể kết hợp để đo các yếu tố khác như nhiệt độ, ẩm độ, tốc độ gió, hướng gió, nhiệt độ và độ ẩm của đất. Thông tin được truyền qua một modem khí tượng rồi đến modem (14-56k) để vào máy tính, thông tin khí tượng được cập nhật vài phút 1 lần và các thông tin tự động được ghi vào máy tính. (Thiết bị đó có tên là Agrarmeteorologie trong tiếng Đức.)